# Buddha and the Chocolate Box
Buddha and the Chocolate Box är ett musikalbum av Cat Stevens. Albumets spelades in i februari 1974 och släpptes i mars samma år på Island Records. Vinylutgåvorna släpptes i ett utvikskonvolut. Albumet var en tillbakagång i stil till de mindre experimentella albumen före skivan Foreigner. Skivans titel kom sig av att Stevens färdats med flygplan och haft en buddha-figur i sin ena hand och en chokladask i den andra, ett möte mellan det spirituella och det materialla. Som singel från albumet släpptes "Oh Very Young" som handlade om ungdomlig idealism och den blev en ganska stor hit.

## Låtlista
(alla låtar skrivna av Cat Stevens)
1. "Music" - 4:21
2. "Oh Very Young" - 2:36
3. "Sun/C79" - 4:35
4. "Ghost Town" - 3:10
5. "Jesus" - 2:14
6. "Ready" - 3:18
7. "King of Trees" - 5:07
8. "A Bad Penny" - 3:21
9. "Home In the Sky" - 3:38

## Listplaceringar
| Lista (1974)   | Position            |
| -------------- | ------------------- |
| Australien     | 2 (Go Set)          |
| Danmark        | 23 (DR "Top 30")    |
| Finland        | 6                   |
| Italien        | 6 (Musica e Dischi) |
| Kanada         | 3 (RPM)             |
| Norge          | 5 (VG-lista)        |
| Storbritannien | 3 (UK Albums Chart) |
| Sverige        | XX* (Kvällstoppen)  |
| USA            | 2 (Billboard 200)   |
| Västtyskland   | 34                  |
| Österrike      | 3                   |